# 摩托車運動
摩托车运动是與摩托车有關的体育项目。摩托車運動比賽项目不仅限于競速比赛，还包括各种摩托車特技项目。摩托車運動除了考驗選手的驾驶技术，還考驗各种摩托车的性能。 摩托车运动主要分公路摩托车运动和越野摩托车运动两大类，公路摩托车运动以竞速为宗旨。越野赛摩托车分两轮摩托车和三轮摩托车竞赛，它是在复杂地形的路线上进行竞争。